# جولي سايمور
جولي سايمور (بالإنجليزية: Julie Seymour)‏ هي منافسة ألعاب القوى نيوزيلندية، ولدت في 29 مارس 1971 في ويغان في المملكة المتحدة.

## روابط خارجية
- جولي سايمور على موقع الاتحاد الدولي لألعاب القوى (الإنجليزية)
- جولي سايمور على موقع اتحاد ألعاب الكومنولث (مؤرشف) (الإنجليزية)